# Course à pied
 (mars 2024).
 (mars 2024).
Si vous disposez d'ouvrages ou d'articles de référence ou si vous connaissez des sites web de qualité traitant du thème abordé ici, merci de compléter l'article en donnant les références utiles à sa vérifiabilité et en les liant à la section « Notes et références ».

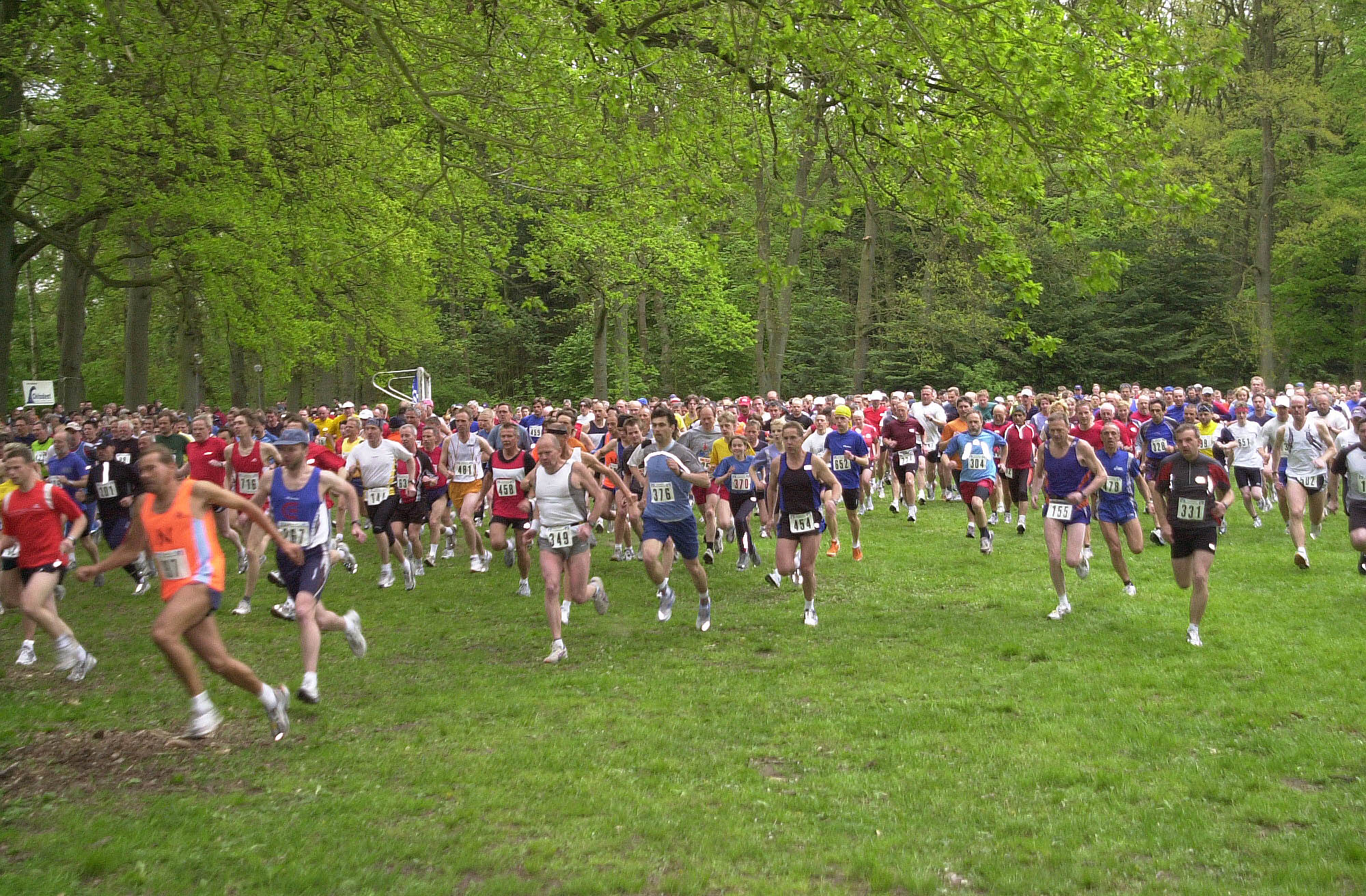
Course à Leer en Allemagne.

La course à pied est, avec la marche, l'un des deux modes de locomotion bipèdes de l'être humain. Caractérisée par une phase de suspension durant laquelle aucun des deux pieds ne touche le sol, elle permet un déplacement plus économe en énergie que la marche pour des vitesses allant d'environ 6 km/h (ultrafond) à plus de 40 km/h (sprint). Outre sa fonction locomotrice, elle est principalement pratiquée comme sport dans le cadre de l'athlétisme et en tant qu'exercice physique.

## Histoire
La course aurait pour origine la capacité acquise depuis au moins quatre millions et demi d'années par les Australopithèques à marcher debout sur leurs deux jambes dans les arbres, Australopithèques issus peut-être d'un primate primitif lui aussi bipède de 15 millions d'années. Cette bipédie a été utilisée occasionnellement pour se déplacer dans les arbres mais de manière permanente pour la marche et la course.
Contrairement à la marche, et au trot et galop des quadrupèdes, elle présente une efficacité énergétique peu dépendante de la vitesse (environ 200 mL d'oxygène par kilogramme et par kilomètre), ce qui permet un grand éventail de vitesses de locomotion. La course fait de l'être humain un piètre sprinter en comparaison des mammifères quadrupèdes mais lui confère une grande endurance, absente chez les autres primates et rare chez les mammifères. Ces capacités seraient liées à une évolution anatomique apparue dans le genre Homo, la question de savoir si l'apparition de l'endurance à la course est un trait de l'évolution ou un effet collatéral de celle-ci reste ouverte.
La théorie proposée considère que le genre Homo s'est spécialisé dans la course de fond et que la course en est issue : le passage de la quadrupédie à la bipédie ayant fait perdre la possibilité de courir sur une faible distance à la vitesse la plus rapide possible, le genre Homo a développé la course d'endurance, il y a environ deux millions d'années, pour pratiquer le charognage puis la chasse à l'épuisement. La chasse à l'épuisement est très coûteuse en énergie, le charognage des débuts a permis à l'homme d'accéder à un régime plus riche en protéines et en lipides (graisses). Ce régime lui a apporté suffisamment d'énergie pour pouvoir être endurant et suivre ses proies jusqu'à ce qu'elles soient trop épuisées pour fuir. Cette aptitude a été permise par vingt-six adaptations morphologiques et anatomiques telles que le développement du ligament nuchal et des muscles fessiers, la multiplication de glandes sudoripares sur toute la surface du corps (contrairement à la plupart des animaux et mammifères), la rotation des épaules indépendamment de la tête et l'accroissement d'organes absorbant les chocs (tendon d'Achille, articulations du pied et du genou, disques vertébraux, long pied avec une grande voûte plantaire mais des orteils plus courts pour résister aux forces de tension générées par la course), etc.
Les compétitions de course à pied sont nées lors des fêtes religieuses antiques de diverses régions telles que la Grèce, l'Égypte, l'Asie et dans la vallée du Rift en Afrique. Les Tailteann Games, festival sportif d'Irlande fondé d'après la légende au XIXe siècle av. J.-C., sont l'un des premiers témoignages de course de compétition.
La sédentarité de l'homme et l'établissement des civilisations antiques a fait de la course à pied un entraînement d'abord militaire, pour préparer les armées au combat. La Grèce antique a lié l'épreuve de la course à pied aux cérémonies religieuses dans le cadre des premiers jeux olympiques. Les athlètes se mesuraient en temps de paix pour démontrer leurs performances physiques aux dieux. Notre époque moderne consacrée à la performance physique et au loisir a codifié certaines courses dans les disciplines d'athlétisme. La course à pied est devenue pour nombre de personnes un loisir ne suivant pas nécessairement les épreuves standards mais permettant un entretien de la santé ou un challenge personnel. L'avènement des techniques embarquées, comme les smartphones, permet récemment l'apparition de nouveaux athlètes spécialisés dans des courses non conventionnelles et suivant des entraînements de haut niveau. Ces athlètes visent des courses d'ultrafond, des trails sur des distances de plusieurs dizaines de kilomètres, voire au-delà de 100 kilomètres. De ces défis personnels, sont apparues de nombreuses courses sur route ou sur chemin, organisées par des associations ou des communes, s'adressant également à des coureurs suivant un entraînement plus léger. Cela conduit au XXIe siècle à une démocratisation de la course à pied.[pertinence contestée]

## La course à pied au sens de l'athlétisme

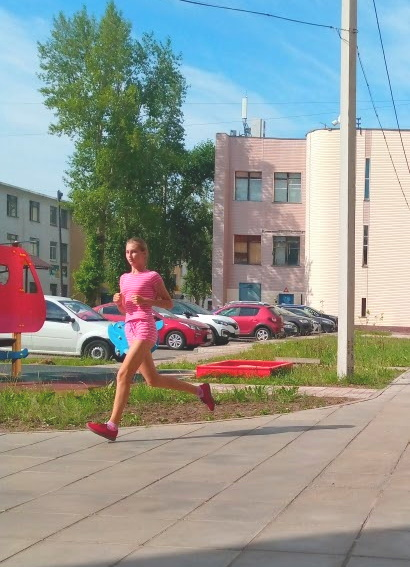
Course à pied

La course à pied est un sport consistant à courir sur des distances plus ou moins longues. Les compétitions peuvent se pratiquer sur une piste d'athlétisme, sur route ou sur divers terrains naturels. En France, les compétiteurs doivent être licenciés ou fournir aux organisateurs un certificat médical d'aptitude pour des raisons d’assurance.
Selon les distances parcourues et la vitesse, le type d'effort fourni est différent, il y a :
- les courses en aérobie, l'oxygène (par l'ATP) nécessaire aux muscles est fourni majoritairement par la respiration cellulaire (par exemple une course lente sur 10 km) ;
- les courses en anaérobie, l'oxygène (par l'ATP) nécessaire aux muscles n'arrive pas en quantité suffisante, la VO2max (débit maximum d'oxygène qu'un individu peut inspirer) est donc atteinte. Pour alimenter suffisamment le muscle en énergie, le glycogène (du glucose transformé, stocké dans le foie et les muscles) est consommé. Après son utilisation, il est oxydé via l'acide pyruvique en tant que métabolite intermédiaire, et est transformé en acide lactique, qui produit aussi de l'énergie (partielle) par sa fermentation, mais qui empêche à un moment donné de continuer l'activité anaérobie, le taux de calcium dans les muscles devenant trop élevé (par exemple une course rapide sur 200 m).

Les athlètes de course à pied évaluent régulièrement leur consommation maximale d'oxygène (VO2max) et leur vitesse maximale aérobie (VMA), qui sont deux indicateurs de performance leur permettant d'ajuster leur entrainement. La VO2max indique la quantité maximale d'oxygène que l'organisme est capable d'absorber. La VMA est la vitesse à partir de laquelle la consommation d'oxygène est maximale soit VMA = vVO2max.
Les courses sur piste vont du 50 m au 10 000 m, les courses de cross-country, de 4 à 12 km. Les courses sur route peuvent être de n'importe quelle distance, mais les distances courantes sont le 5 km, le 10 km, le semi-marathon (21,097 km) et le marathon (42,195 km). L'épreuve de 100 km est une épreuve de course à pied appartenant à la famille du grand-fond. Le plus mythique des 100 km français, discipline assez confidentielle (moins de 2 000 coureurs), est celui de Millau.
Les compétitions de course à pied, sur piste ou sur route, sont soumises, pour la France, aux règles de la Fédération française d'athlétisme (FFA) et à l'international par l'Association internationale des fédérations d'athlétisme (IAAF). Elles sont ouvertes au handisport. D'autres fédérations sont concernées par les épreuves multi-disciplines, comme le triathlon, le pentathlon moderne, le raid nature et la course d'orientation (course et lecture de carte).

### Différentes catégories de courses à pied

#### Courses de sprint
Le sprint regroupe les courses à pied au cours desquelles le sprinteur doit courir sur une faible distance à la vitesse la plus rapide possible. Le sprinter, outre des aptitudes physiques particulières, doit développer une séquence de mouvement et de posture conditionnant la vitesse finale qu'il atteint. Un athlète travaille :
- sa technique de départ en starting-blocks ;
- sa réactivité au coup de feu ou autre signal donné, dans toutes sortes de postures ;
- dans les premières foulées, la stabilisation de sa vitesse ;
- tout au long de la course, à produire de la vitesse (verticalité-horizontalité), à basculer et à créer de la vitesse (économie).

Toutes ces phases sont travaillées dans le but d'obtenir la course parfaite. Le travail peut aussi se réaliser en binôme pour obtenir la meilleure position et toujours viser le meilleur gain de temps global.

#### Courses de demi-fond
Le demi-fond regroupe l'ensemble des courses d'athlétisme comprises entre le sprint et le fond (de 800 m à 3 000 m) et qui se déroulent dans une enceinte sportive ou extérieure. Seuls le 800 m, le 1 500 m, et le 3 000 m steeple sont au programme des Jeux olympiques. Il est primordial qu'un coureur de demi-fond ait la possibilité d'enchaîner des accélérations rapides, fasse preuve d'une grande concentration et réactivité durant l'épreuve où ses muscles sont sollicités tout au long du parcours, d'une maîtrise de sa respiration et enfin ait mis en place une tactique de course.

#### Courses de fond
La course de fond est une activité d'endurance qui requiert un bon équilibre énergétique et une forte volonté mentale. Les courses de fond s'effectuent sur des distances supérieures à 3 000 m comme le 5 km, le 10 km, le cross-country, le semi-marathon et le marathon. Le cross-country a lieu en campagne. En raison de la diversité des conditions et des lieux, il n'y a pas de record mondial dans cette discipline. Les courses de cross-country dépassent rarement 15 km.

#### Courses d'ultrafond
Pour toutes les courses supérieures au marathon, l'appellation est le grand fond et même l'ultrafond. Les courses de fond peuvent se dérouler, non sur une distance imposée, mais sur un temps imposé. Il s'agit alors d'une épreuve de durée, comme les courses de 24 heures ou de 6 jours. Concernant les épreuves de distance, les plus populaires sont les courses de 100 km, avec plus de 300 manifestations à travers le monde chaque année (416 en 2016).

#### Techniques de fond, demi fond et ultra fond
Le coureur de fond vise à potentialiser l'énergie qu'il dégage pour chaque foulée. La course doit être la plus efficace possible. Les efforts de la course sont orientés sur la foulée et l'économie maximale d'énergie. Une foulée pas assez efficace ou une position trop en avant ou en arrière, ou encore par des gestes inutiles des bras, sont autant de paramètres qui peuvent être améliorés. Il peut y avoir une perte d'énergie ou simplement trop d’énergie dissipée lors de l’impact sur le sol[Quoi ?]. En plus du travail d'endurance, le travail de posture permet un gain de temps appréciable sur le chronomètre général.

### Compétition et technique

#### Compétition
- La compétition est le point d'aboutissement de l'entraînement, la confrontation avec l'autre ou avec ses performances précédentes, pour l'amateur. C'est le lieu où se joue la notoriété, le salaire et les contrats des professionnels (voir sport professionnel, économie du sport).
- Avant la compétition, il est recommandé de ne pas manger durant les 3 heures qui précèdent, et de boire une gorgée d'eau toutes les 15 minutes pour ne pas se déshydrater.
- Le coureur se présente au départ muni de son dossard. Ce dernier est fixé par des épingles de sûreté, sur le dos pour les courses jusqu'au 400 m, sur la poitrine pour les courses supérieures au 400 m, ceci pour favoriser la lecture des juges. En effet, les coureurs de sprint une fois passés la ligne d'arrivée se présentent de dos aux juges (course en couloirs). Par contre, les coureurs de fond et de demi-fond sur piste passent la ligne d'arrivée plusieurs fois de face et sont ainsi vus de loin par les juges chargés du classement (course en peloton).
- Après la compétition, il est recommandé de se réhydrater.

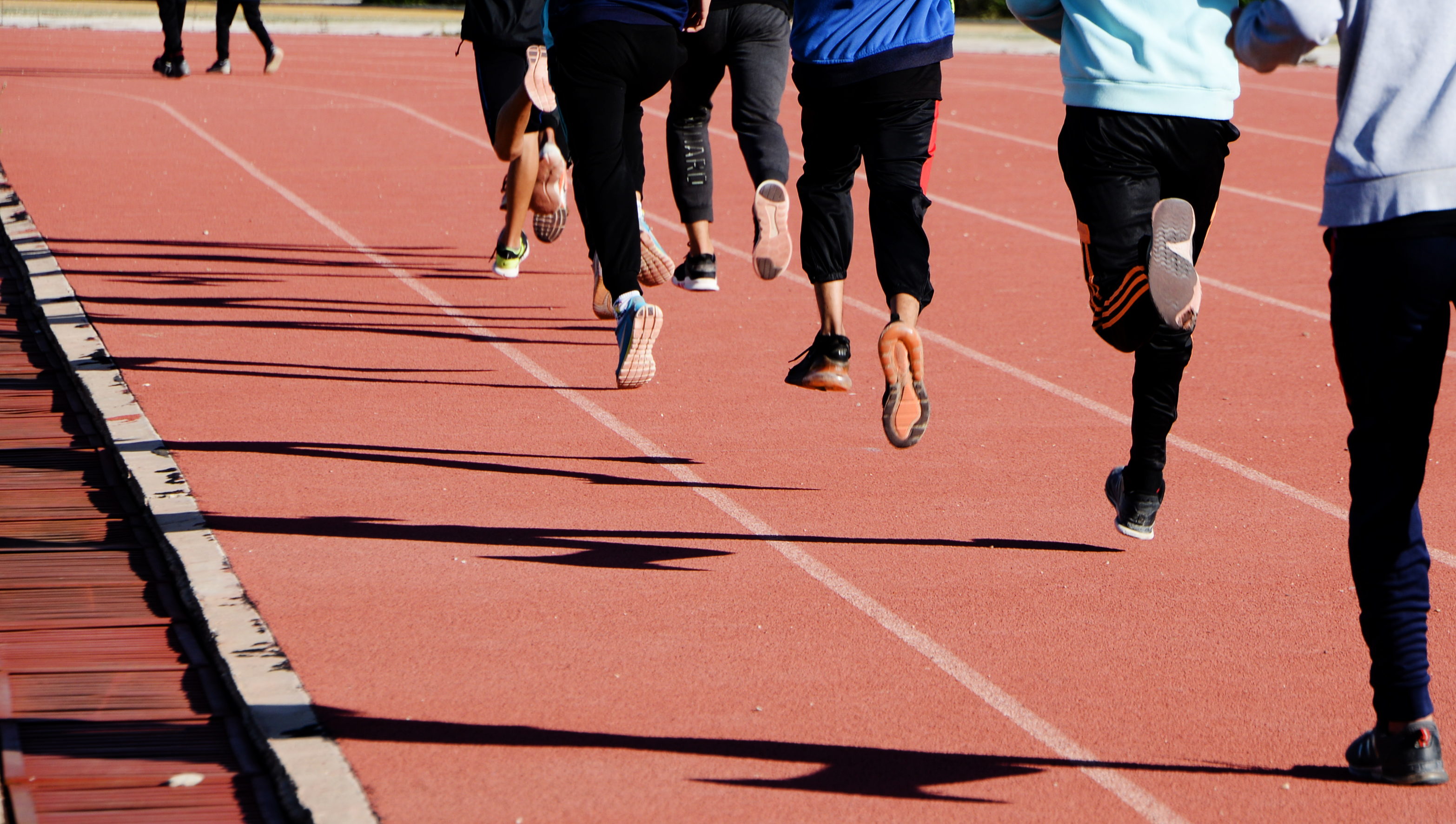
Entraînement sur un stade en Algérie.

#### Équipements
- La course exige très peu d'équipement : un short (préférer des équipements assez près du corps afin d'éviter tout risque d'irritation dû à la transpiration), un tee-shirt, et une paire de chaussures de sport, et pour la course sur piste des chaussures à pointes de longueur variable selon les terrains, sans oublier les chaussettes qui sont également très importantes au niveau de l'hygiène et de la santé du pied (éviter toute chaussette en coton et préférer des chaussettes coupées avec des matières transpirantes afin de permettre l'évacuation de la transpiration, mais également les bas de contention afin de faciliter la récupération). L'époque des coureurs en pantalon, un mouchoir sur la tête (voir Michel Théato en 1900) est révolue. Ce sont les chaussures de course sur route qui ont fortement progressé techniquement depuis les années 1970 (boom du jogging). Les chaussures sont devenues spécifiques du point de vue anatomique (coureur lourd, pronateur, supinateur, plusieurs largeurs de pied, demi-pointure) ou du point de vue de l’utilisation (compétition donc plus légères mais fragiles, tous-terrains donc crantées et plus lourdes, montantes pour la course d’orientation). Récemment, les chaussures minimalistes ont fait leur apparition. Ces chaussures à semelle moins épaisse permettent au coureur de mieux sentir le sol et ainsi, d'optimiser le comportement naturel de modération des impacts. Les coureurs anonymes paient assez cher cet équipement tandis que les coureurs les plus connus sont sponsorisés par les marques. Les lunettes ont fait leur apparition dans l’équipement pour la protection contre le vent, les insectes et l'isolement psychologique (concentration). Pour les coureurs de haut niveau, c'est aussi un accessoire d'affichage du sponsor, comme le tatouage temporaire. En même temps que les chaussures, le textile a évolué, le traditionnel coton laisse la place à des matières respirantes et légères tel le Gore-Tex, et à des coupes de plus en plus techniques.
- Voir équipementier sportif: Adidas, Asics, Brooks, Compressport, Diadora, Inov-8, Kalenji, Karhu, Mizuno, New Balance, Nike, Puma, Reebok, Saucony, Skechers.

#### Matériel
- Le coureur utilise parfois un cardiofréquencemètre[10], ou une montre qui signale les temps de passage par des bips. Le cardiofréquencemètre permet d'estimer approximativement la quantité de calories dépensées, à partir de la fréquence cardiaque moyenne, minimale et maximale atteinte.
- Pour calculer la distance parcourue, le plus simple est de courir sur un terrain mesuré au préalable, certains coureurs utilisent un podomètre et de plus en plus le GPS. De nouveaux dispositifs grand public voient le jour chez certains grands équipementiers comme les kits Nike+iPod (Nike) et miCoach (Adidas) qui permettent, entre autres, un suivi des distances parcourues. Des sites proposent de calculer la distance d'un parcours à partir de cartes satellites.
- Le tapis roulant est une pratique d’intérieur, même si l’oxygénation est souvent insuffisante dans les salles.
- La chaussure de course à pied est utilisée pour protéger le pied. Selon la qualité, elle est étudiée pour prévenir les blessures en diminuant les chocs sur le squelette du coureur. Certains coureurs portent des chaussures minimalistes. Une chaussure minimaliste est une chaussure interférant avec les mouvements naturels du pied, par sa grande flexibilité, son faible dénivelé, son faible poids, sa faible épaisseur au talon et l'absence de techniques de stabilité et de contrôle du mouvement[11].

#### Vitesse, chronométrage et test
- La vitesse est la distance parcourue divisée par le temps. Elle dépend de deux facteurs principaux, l'amplitude et la fréquence de la foulée. L'amplitude varie de moins d'1 m (à 7 km/h environ) à plus de 2,20 m (à 25 km/h). La fréquence varie de 3 à 5 foulées par seconde. La vitesse moyenne sur une épreuve dépend du style (rendement énergétique), de la tactique (respect du train), des capacités physiologiques acquises à l'entraînement (efficacité neuro-musculaire) et de la motivation (dépassement de soi, reconnaissance, encouragement des supporters). La course étant principalement un déplacement en translation, le geste actif est recherché le plus possible dans l'axe du déplacement. Les flexions, les rotations du corps sont évitées, pour cela un travail technique est fait ainsi qu'un bon gainage. Voir aussi l'article Mouvement (anatomie).
- Voici quelques ordres de grandeur en matière de vitesse

| Vitesse en min/km | Vitesse en km/h | Temps au 10 000 m | Temps au marathon |
| 3                 | 20              | 30 min            | 2 h 6 min         |
| 4                 | 15              | 40 min            | 2 h 48 min        |
| 5                 | 12              | 50 min            | 3 h 31 min        |
| 6                 | 10              | 1 h               | 4 h 14 min        |

- Le chronométrage est manuel (au 1/10 de s) ou électrique (au 1/100 de s). L'écart entre le temps manuel et le temps électrique pour comparer des records est de 24/100 de s. Sur route les coureurs sont dotés d'une puce électronique, le chrono se déclenche au passage de la ligne de départ et s'arrête à la ligne d'arrivée.
- Test pour coureurs ou non coureurs :
  - Pour les coureurs de haut niveau ou âgés, un test à l'effort, voire un électrocardiogramme est utile pour le dépistage de malformations.
  - Pour les candidats à des concours, la course est souvent utilisée pour tester l'aptitude physique générale : voir test de Cooper.

#### Distance, genre et catégories
- Les distances évoluent pour des raisons de physiologie, de mode ou de norme. Pour des raisons physiologiques (épreuves lactiques) par exemple le 400 m est interdit aux moins de 16 ans, et le 600 m a été supprimé. Le 25 km a disparu dans les années 1990, lui, au profit du semi-marathon, et le 10 km s'est développé. Il y a un âge plancher pour participer aux courses sur route. Les enfants de moins de 14 ans ne doivent pas participer à celles de plus de 5 km pour des raisons de croissance osseuse.
- Les épreuves en yard ou en mile ont été petit à petit remplacées par les distances proches en mètres ou kilomètres, maintenant la norme internationale.
- La course sur route est une des rares disciplines sportives qui pratiquent la mixité des genres (féminin et masculin). Le classement s'établit en trois catégories: le scratch (classement général), le classement des hommes et le classement des femmes. Les dotations sont en revanche souvent plus faibles pour les podiums féminins que pour les masculins.

### Médecine, biomécanique et effets de la course à pied

#### Le cycle de course

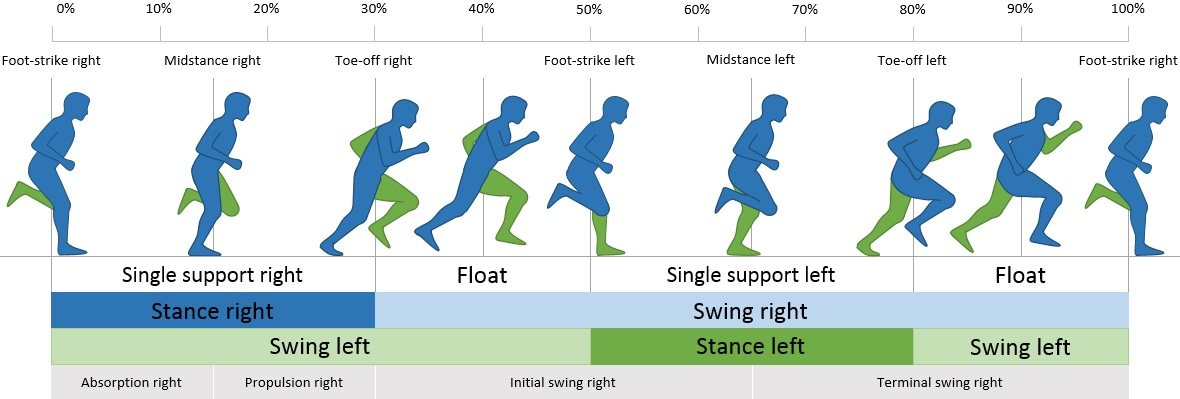
Le cycle de course comporte une phase d'appui (décomposée en trois moments : l'amortissement, le soutien ou demi-appui, et la poussée appelée aussi propulsion) et une phase de suspension (ou phase aérienne).

La course à allure régulière peut être caractérisée par un cycle de jambes qui se répète à l'identique. Ce cycle de course fait ainsi référence à l'intervalle de temps et de distance entre deux positions identiques des membres inférieurs. Il est  « caractérisé par sa longueur et sa durée et peut être lui-même décomposé en deux foulées symétriques droite et gauche correspondant au passage de l'appui d'un pied sur l'autre ».
Le geste du coureur est différent selon l'allure. La phase d'appui débute au contact du pied avec sol : appelée attaque du pied, cette sous-phase est caractérisée par trois principaux types de poses de pied (attaque talon appelée aussi phase taligrade, attaque médio-pied et attaque avant-pied appelée également attaque digitigrade). La propulsion débute une fois que le talon décolle du sol, et se termine au moment où les orteils quittent à leur tour le sol. En sprint, le contact au sol est rapide, impulsif, l'avant-pied à plat, en mouvement de griffé.
La foulée peut être rasante ou aérienne, mais la force de propulsion est transmise au moment du contact au sol, donc la suspension est un moment non moteur. Toutefois, il est nécessaire de coordonner en permanence le mouvement des bras en opposition du mouvement des jambes. La jambe d'appui crée le mouvement du cycle arrière, la jambe libre crée le mouvement du cycle avant. La position idéale du corps est en angle très léger en avant de la verticale, en extension non cambrée. La fluidité est le compromis entre la poussée verticale, le mouvement alternatif proche de la rotation (des bras et jambes) et le mouvement général en translation vers l'avant. Il existe donc deux phases différentes dans la foulée :
- La propulsion : Le pied arrière est en appui au sol, les articulations cheville, genou, hanche sont sollicitées, le bras opposé est en avant. Cette phase est puissante, les muscles sont en tension, la cuisse propulse vigoureusement, le dos reste gainé. Le pied avant est en l'air.
- La suspension : La jambe avant est en l'air, le genou va loin, puis le pied se prépare au contact au sol, le bras opposé est en arrière en équerre.

#### La respiration du coureur
La respiration du coureur est un élément important dans l'apport d'énergie, car l'oxygène est nécessaire pour transformer le glycogène en ATP qui est l'énergie du muscle. Seul le 100 mètres peut se courir en apnée sans garantie d'ailleurs d'un résultat rentable. Sachant que la filière anaérobie lactique dure au maximum trois minutes, le coureur doit caler sa respiration adéquate (inspiration, expiration) dès le début de la course. Les plus grandes capacités pulmonaires sont de 7 litres, mais le rendement en course dépend plus encore de la VO2Max.

#### Effets positifs et négatifs

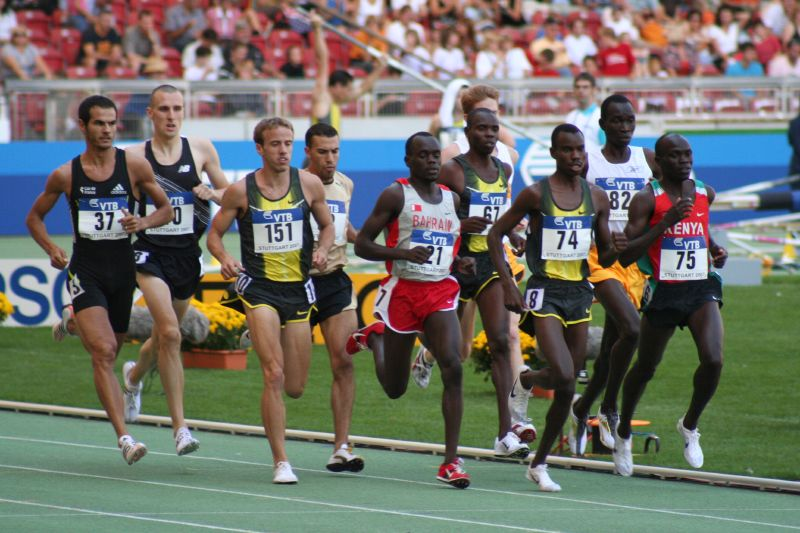
Course de 1500 m sur piste en 2007

- À dose raisonnable, la course à pied est bénéfique au plan physiologique et psychique. Une pratique régulière améliore la condition physique, l'état cardiovasculaire, la vitalité, dynamise le système immunitaire, augmente la masse osseuse, donc protège des risques d'ostéoporose, surtout pour les femmes âgées, stabilise les fluctuations hormonales, améliore l'humeur, lutte contre la dépression et améliore la confiance en soi, réduit l'anxiété, aide à la perte de poids et affine la silhouette.Plusieurs études scientifiques prouvent que l'affirmation « courir est bon pour la santé » est réelle[16].
- Effort légèrement souffrant, la course à pied provoque la libération dans le cerveau d'un cocktail moléculaire (endorphines, endocannabinoïdes…) qui ont un effet anti-douleur et provoquent une sensation d'euphorie. Le premier effet d’une bonne séance de course à pied, c’est une sensation agréable de bien-être. Celle-ci survient pendant l’activité et se prolonge même après la séance. Cette sensation est notamment due à la production d’endorphines, un groupe de neurotransmetteurs dont la structure est très proche de la morphine et qui constitue un puissant antidouleur. Grâce aux endorphines[17], on peut donc continuer à courir et à fournir un effort tout en ressentant du plaisir, voire de l’euphorie. Lors de la course, le corps sécrète des endorphines au bout de quelques minutes seulement.
- La pratique régulière de la course à pied n'engendre que peu de croissance musculaire en soi. Les muscles fessiers sont plus sollicités que lors d'une simple marche ainsi que le chef médial du muscle gastrocnémien et le soléaire, mais le principal objectif de cette activité, lorsqu'elle est considérée sur le plan sportif, c'est l'amélioration de la performance cardiovasculaire. Le rythme cardiaque s'habitue à être plus sollicité. Le principal bénéfice sportif de la course à pied est en enfilade : il améliore les performances cardiaques de moyenne et de longue durée (l'endurance) permettant ainsi de pouvoir exercer d'autres types de sports, et donc de faire d'autres efforts musculaires qui, eux, renforcent la masse musculaire.
- Sur le plan physique, à trop forte dose, les chocs au sol entraînent des troubles. En effet, même suivi médicalement le corps souffre, il reçoit plus de 40 000 impacts par semaine pour un coureur qui pratique 3 séances de 2 heures à 10 km/h. Ceci entraîne des troubles mineurs (crampe, point de côté, contracture) ou plus importants (tendinite, pubalgie, fracture de fatigue). Pour les femmes, outre ces phénomènes, une trop grande pratique augmente le risque d'aménorrhée et d'anorexie. [réf. souhaitée]
- Sur le plan psychique, dans la plupart des cas la course de fond fait appel à une autosuggestion, mais la grande répétition de ce geste pendulaire débouche dans des cas extrêmes vers une anesthésie hypnotique. Le coureur inconscient de son état peut subir une déshydratation, un coup de chaleur, voire une syncope ou pire un coma[source secondaire souhaitée]. L'obligation de courir qui dépasse ainsi la volonté consciente de l'athlète relève d'un comportement de dépendance (toxicologie) et de surentraînement. Voici une citation de Frank Shorter, médaillé olympique en 1972, diplômé de Yale en psychologie et spécialisé en médecine : « Les psychologues ont constaté que lorsqu'ils couraient, les athlètes se plaçaient généralement dans un état particulier : l'association ou la dissociation. En dissociation, un athlète laisse son esprit vagabonder et la course a tendance à passer très vite. Courir avec un baladeur est un bon exemple de dissociation. L'association, elle, privilégie la tâche à accomplir. L'athlète est « présent » mentalement et se concentre sur ses performances, comme lors d'un sprint. ».
- Il a autrefois été admis que la course à pied augmentait l’arthrose du genou. L’impact au sol, important et répété, créerait des lésions sur le cartilage qui deviendrait à la longue irréversibles. La réalité est tout autre. En effet, plusieurs études récentes ont démontré que les coureurs n’ont pas plus d’arthrose que les non-coureurs[18][source insuffisante].
- De même, il est parfois constaté après un arrêt brutal de l'entraînement pour les sportifs de haut niveau, des phénomènes de manque.

### Puissance développée par un coureur à pied[19],[20]

#### Calcul simplifié
Il est assez facile d'estimer la puissance développée par un coureur à pied (sur un terrain plat horizontal, en régime permanent, c’est-à-dire après quelques foulées). Cela se fait en trois temps: on estime d'abord la trajectoire du coureur pendant une foulée puis on calcule l'énergie dépensée pour suivre cette trajectoire, ensuite on calcule la puissance (énergie / temps mis pour dépenser cette énergie).
La trajectoire du coureur pendant une foulée, et plus précisément, celle de son centre de gravité G, est une parabole (on parle aussi de trajectoire balistique : un obus de canon, une balle de golf, par exemples). En effet, on sait qu'une impulsion (donnée par le pied d'élan) produit une vitesse initiale orientée entre 0° (l'horizontale) et 90° (la verticale), laquelle produit une trajectoire parabolique,  symétrique par rapport à son point haut. Le point de départ de la parabole est la position du pied d'élan. La position d'arrivée de la parabole est la position du pied de réception (l'autre pied). La longueur entre les deux points est la longueur de foulée L. Le point haut de la parabole est situé à la hauteur d’élévation H par rapport à l'horizontale. L'énergie nécessaire à l’élévation d’une foulée (fournie par l'impulsion du pied) est l'énergie potentielle nécessaire à l'élévation du centre de gravité de la hauteur H, soit mgH, g étant l'accélération de la pesanteur g= 9,81 m s-2. Nous ferons la suite du calcul avec des exemples de valeurs numériques. On peut estimer la hauteur d'élévation du coureur à quelques cm, disons 10 cm, soit H=0,1 m. Pour un coureur de masse m = 70 kg, l'énergie nécessaire à une foulée est donc de 69 J. Pour calculer la puissance P (W)= énergie/temps, il faut calculer la durée d’une foulée en secondes. On peut estimer l'ordre de grandeur de la longueur de foulée L= 1 m. Pour une vitesse de 9 km/h soit V=2,5 m/s, la durée d’une foulée est de T=L/V=0,4 s. La puissance développée est donc mgH/T= 172 W. C'est environ la puissance d'un moteur de réfrigérateur. Un marathon à 20 km/h avec une foulée de L=1 m donne 382 W. La puissance ainsi calculée est juste nécessaire pour élever le coureur à chaque foulée. Il faudra ajouter la puissance nécessaire au maintien de la vitesse du coureur, c’est-à-dire à la conservation de l’énergie cinétique, qui est légèrement diminuée à chaque posé de pied. La puissance maximale mesurée (en course cycliste) semble être vers 430-450 W.

#### Longueur de foulée et hauteur d’élévation
En général, la longueur de foulée varie de 0,5 m à plus de 2 m (2,20-2,50 m). Elle augmente avec la vitesse du coureur. Des mesures ont rapporté des valeurs de 2,25 m pour un 100 m à 9 m/s et 1,60 m pour un marathon à 5 m/s. Les durées de foulée correspondantes ressortent à 0,22 s et 0,29 s respectivement. La fréquence de foulée est aisément calculée de 4,4 et 5,5 Hz. La hauteur d’élévation est de quelques cm, soit de 5 à 10 cm. Certains auteurs indiquent que l’élévation augmente proportionnellement avec la longueur de foulée. Dans ce cas, la puissance vaut mg (H/L)V et, H/L étant constant, elle augmente linéairement avec la vitesse du coureur V.

#### Temps de foulée et temps de vol
Dans le calcul précédent, on considère que le temps de contact au sol est infiniment faible, c’est-à-dire que le mouvement du centre de gravité est une suite d’arcs de parabole, le point final de l’une étant le point initial de la suivante. En réalité, le temps de contact au sol est loin d’être négligeable : il est, en ordre de grandeur, moitié du temps total de foulée. Par exemple, pour une foulée de 0,4 s, le temps de vol (parabole) est de 0,2 s et le temps au sol (temps de contact de la chaussure au sol) est de 0,2 s. Cela ne remet pas en cause le calcul précédent, car aucune puissance n’est fournie quand le pied est au sol (avant l’impulsion), et donc le travail fournit en Joules l’est globalement sur le temps de foulée.

#### Vitesse verticale et vitesse horizontale
L’impulsion donnée par le pied d’élan produit une vitesse initiale composée d’une partie verticale et d’une partie horizontale. La partie verticale fournit une énergie cinétique qui sera transformée en énergie potentielle durant la phase d’ascension de la parabole jusqu’au sommet puis la transformation d’énergie potentielle en énergie cinétique pendant la descente. La vitesse verticale correspondante s’annule quand le pied touche le sol, l’énergie cinétique étant absorbée par la chaussure essentiellement (rôle d’amortisseur, donc dissipateur d’énergie). L’énergie est donc perdue pour le coureur, au moins en partie, dépendant de l’élasticité de la semelle. Par conséquent cette énergie doit être redonnée à chaque impulsion : cela nécessite la puissance calculée précédemment.
La partie horizontale de la vitesse est la vitesse du coureur, soit 9 km/h dans l’exemple précédent. Lorsque le pied touche le sol, la rotation des articulations (jambe, cuisses) permet au centre de gravité de continuer globalement à la vitesse de 9 km/h, toutefois un peu moins. L’énergie cinétique est donc conservée en grande partie. Donc l’impulsion dans sa composante horizontale servira seulement à maintenir la vitesse de 9 km/h, dont la diminution est due aux frottements de l’air sur le corps notamment (il existe d’autres frottements, de la semelle sur le sol, des articulations ...). Pour affiner l’estimation réalisée, supposons que la perte de vitesse soit de 10 %. L’énergie cinétique ½ m v2 vaut pour notre exemple 219 J. La perte d’énergie cinétique sera alors de 22 J. Cette énergie est à ajouter aux 69 J à fournir précédents, soit au total 91 J, sur une durée de foulée de 0,4 s. La puissance totale développée est donc de 226 W. On voit que la récupération d’énergie due à la chaussure (comportement plus ou moins élastique) est un élément essentiel de la puissance à fournir par le coureur.

#### Dénivelé
En cas de dénivelé, il convient de prendre en compte le dénivelé positif seulement. En effet, pendant une descente, la transformation d'énergie potentielle en énergie cinétique, se traduisant par une augmentation de vitesse, est limitée par la vitesse maximale que peut réaliser le coureur, par le mouvement des jambes (contrairement au coureur cycliste dont la vitesse peut augmenter considérablement).
Pour une longueur de course de 1 km avec un dénivelé positif de 100 m soit 10%, l'énergie potentielle à fournir par un coureur de 70 kg est de 68 670 J. À 4 km/h, soit 900 s pour parcourir la distance de 1 km, la puissance nécessaire est de 76 W. Elle s'ajoute à la puissance calculée pour la foulée sur terrain horizontal.

#### Modélisation de la course
Des calculs beaucoup plus élaborés tiendraient compte de l’énergie de rotation des membres (jambe, cuisse, bras, avant-bras), du déplacement du poing G en fonction de la position des membres, de la répartition du temps de foulée en temps de vol (trajet suivant la parabole) et temps d’appui (durée pendant laquelle un pied est en contact avec le sol), du transfert d’énergie à la pose du pied dépendant de la fraction de choc élastique de l’ensemble pied-chaussure, …Ces différentes contributions représentent une énergie totale substantielle. La consommation spécifique d’énergie a été mesurée indirectement (par la consommation d’oxygène) de 3 à 5 J/kg/m ce qui tendrait à montrer des pertes significatives en frottements,, La puissance développée par le coureur cycliste Christopher Froome, plusieurs fois vainqueur du Tour de France, a été mesurée à 419 W sur plus de 30 min (la vitesse n'est pas précisée) en 2017 pour un poids de 67,5 kg, soit 6,2 W/kg, ce qui semble être vers la limite au-delà de laquelle on peut suspecter un dopage. Sa consommation d’oxygène était de 80 mL/min/kg.

#### Fiabilité des données des sources
Les données, concernant la course à pied, sont à prendre avec précaution, en tenant bien compte des conditions expérimentales et des hypothèses des articles. Les calculs et les mesures pour la course à pied sont beaucoup plus difficiles que pour la course cycliste où la puissance peut être mesurée directement sur le pédalier, qui est le seul transmetteur de puissance. Antoine Vayer et Frédéric Portereau ont développé une méthode de calcul de la puissance pour les coureurs cyclistes.

## La course à pied au sens du mode de déplacement
- La course à pied est globalement une forme accélérée de la marche. Le terme marche à pied est un pléonasme même s'il est largement répandu et accepté, alors que le terme course à pied différencie la course humaine de toutes les autres formes :
  - Courses en véhicule : courses cyclistes, courses automobiles, etc.
  - Jeux de course : la course pour les enfants est d'abord un jeu (jeu du chat). Les adultes continuent de jouer à la course : voir les courses de garçon de café, course déguisée qui tient plus du défilé ludique et artistique, ou des marathons en marche arrière. Souvent de vrais talents sportifs sont nécessaires pour les réaliser (voir marathon de Londres, Médoc ou Joggling).
- Mécaniquement, la course est le mode de locomotion naturel de l'être humain après la marche. Ce déplacement consiste en appuis alternatifs sur les jambes, en position debout et en ayant au plus un point d'appui en contact avec le sol. Il y a donc une alternance de propulsion au sol et de suspension en l'air, la phase de suspension étant absente de la marche.

## Usage en milieu militaire

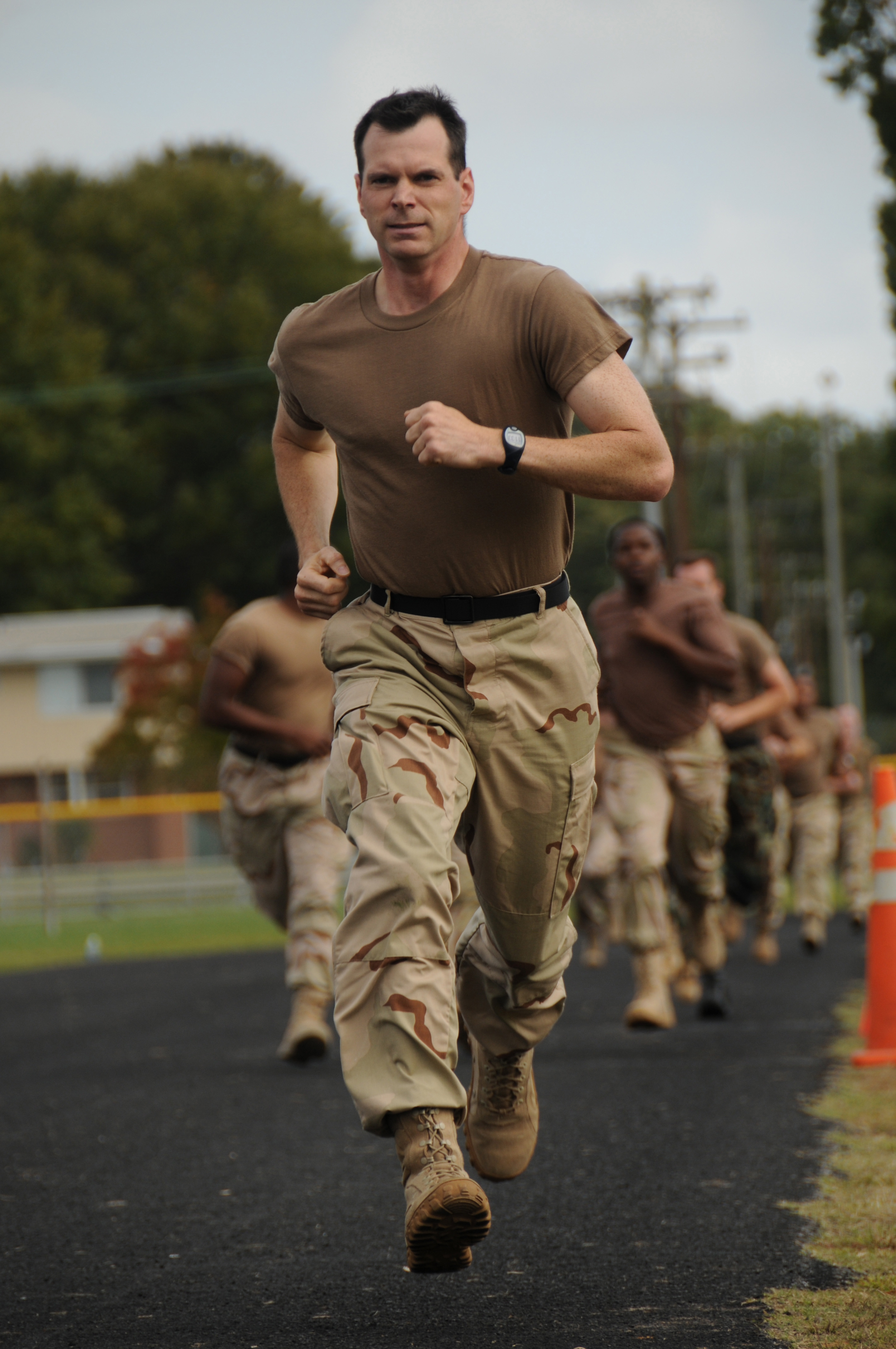
Soldat à l'entraînement.

La course à pied est, avec la marche, un des exercices de base pratiqués par les militaires dans la plupart des armées du monde, depuis de longues années. Elle permet d'augmenter la capacité offensive par une attaque rapide dans un environnement tactique, générant un effet de surprise, mais également d'accroître la capacité de repli. La course à pied est donc un exercice fondamental pour la survie du soldat. Praticable sur pratiquement n'importe quel terrain, cet exercice a également une vocation à développer la musculation et l'endurance, de la même manière que le font les pompes.

## La course (mythe et fiction)
- Au même titre que la marche par son mode répétitif peut avoir une dimension psychologique en créant un état de conscience particulier, la course a aussi ses adeptes (voir le peuple des tarahumaras).
- Des hommes se sont mis à courir pour une cause en recueillant de l'argent. Voir Terry Fox.
- De nombreux héros courent pour fuir (s’ils sont la proie) ou rattraper (s’ils sont le chasseur). Le héros peut passer d'un rôle à l'autre, tantôt fuyant, tantôt rattrapant quelque chose ou quelqu'un. Parmi les films, citons : Cours, Lola, cours, La Mort aux trousses, Marathon man, Le Fugitif, 58 minutes pour vivre, ou Forrest Gump. La notion de poursuite au cinéma s'est ensuite étendue aux scènes de course-poursuite avec des moyens de locomotion les plus variés. Le film La Cité de la peur contient même une parodie de course-poursuite à pied puisque le bruitage des chaussures est remplacé par des bruits de pneus et un joggeur "dérouté" explose comme une voiture.
- Il y a les films d'athlétisme dont le héros est un coureur : Les Chariots de feu, Ralph, Endurance ou La Solitude du coureur de fond.

### Filmographie
- La Solitude du coureur de fond, film britannique de Tony Richardson (1962)
- Marathon Man, film américain de John Schlesinger (1976)
- Gallipoli, film australien de Peter Weir (1981)
- Les Chariots de feu, film britannique d'Hugh Hudson (1981)
- Forrest Gump, film américain de Robert Zemeckis (1994)
- Without Limits, film américain de Robert Towne (1998)
- Ralph, film canadien de Michael McGowan (2004)
- Le Braqueur - la dernière course, film allemand de Benjamin Heisenberg (2010)
- Invincible, film américain d'Angelina Jolie (2014)
- Free to Run, documentaire suisse de Pierre Morath (2016)